# هایدی بیبل
هایدی بیبل (انگلیسی: Heidi Biebl؛ زادهٔ ۱۷ فوریهٔ ۱۹۴۱ – درگذشتهٔ ۲۰ ژانویهٔ ۲۰۲۲) اسکی‌باز آلپاین اهل آلمان بود.